# 泽普镇
泽普镇，是中华人民共和国新疆维吾尔自治区喀什地区泽普县下辖的一个乡镇级行政单位。

## 行政区划
泽普镇下辖以下地区：
库勒贝希社区、阿瓦提社区、喀拉萨社区、巴格其社区、赫尼社区和阿克其亚社区。